# Peter Reichelt (Politiker)
Peter Reichelt (* 26. März 1938 in Wolfen) ist ein deutscher Chemiefacharbeiter und früherer Volkskammerabgeordneter der DDR für die Freie Deutsche Jugend (FDJ) und später für die SED.

## Leben
Reichelt ist der Sohn eines Ingenieurs. Nach dem Besuch der Grundschule nahm er 1952 eine zweijährige Lehre zum Chemiefacharbeiter auf. Als solcher arbeitete er fortan im VEB Farbenwerk Wolfen. Ab 1960 qualifizierte er sich durch ein Studium an der Betriebsakademie in Bitterfeld mit dem Ziel der Abschlusses als Chemieingenieurs.

## Politik
Reichelt trat 1952 in die FDJ und war von 1959 bis 1961 FGD-Gruppensekretär und Mitglied der ZBGL. Ab 1963 wirkte er als Sekretär der FDJ-Grundorganisation. 1960 wurde er Mitglied der SED und 1963 Mitglied der Parteileitung der SED-Betriebsparteiorganisation.
In der Wahlperiode von 1963 bis 1967 war er Mitglied der FDJ-Fraktion in der Volkskammer der DDR, die unter Vorsitz von Helmut Müller stand.

## Auszeichnungen
- Orden Banner der Arbeit